# NGC 1621
NGC 1621 este o galaxie eliptică situată în constelația Eridanul. A fost descoperită în 1886 de către Francis Leavenworth. Se află la o distanță de 69,18 de megaparseci de Pământ.